# Jacob Edward Arnitz
Jacob Edward Arnitz (* 15. Juli 1995 in Laguna Hills) ist ein US-amerikanischer Volleyballspieler.

## Karriere
Arnitz interessierte sich zunächst für Baseball, bevor er zum Volleyball kam. Er begann seine Karriere an der Esperanza High School in Anaheim. 2013 wurde er erstmals in die Junioren-Nationalmannschaft der Vereinigten Staaten berufen. Von 2015 bis 2017 studierte er an der University of California, Los Angeles und spielte in der Universitätsmannschaft Bruins. Beim Panamerican Cup 2017 gab der Außenangreifer sein Debüt in der A-Nationalmannschaft. 2018 erreichte er mit den Bruins das Endspiel der NCAA-Meisterschaft. Anschließend wurde er vom deutschen Bundesligisten Volleyball Bisons Bühl verpflichtet.